# 江北 (足立区)
江北（こうほく）は、東京都足立区西部の町名。江北一丁目から七丁目まで存在する。住居表示実施済区域。

## 地理
足立区西部に位置する。隣接する地域は、北は谷在家および鹿浜、東は西新井および西新井本町および扇、南は扇、西は堀之内および椿。足立区南部を流れる第一級河川荒川放水路の東岸、尾久橋通りの西側に位置する町が江北である。南北に細長い町域を形成しており、地区北部を環七通りが東西に横断し、地区を南北に分断している。環七通り以北の江北六丁目および江北七丁目は比較的土地区画整理事業が行き届いているため、東西・南北に直線的な道路が整備されているが、環七通り以南の江北一丁目から江北五丁目の地域は昔ながらの街並みが広がり、細く曲がりくねった道が多くなっている。
もともとは足立区西部地域の例に漏れない鉄道空白地帯に属していたが、2008年3月30日に日暮里・舎人ライナーが開業した。

### 広義の江北
広義の「江北」の範囲は、かつての東京府南足立郡江北村に相当する。旧江北村は現在の町丁名における江北を初め加賀、皿沼、谷在家、鹿浜、椿、堀之内、新田、宮城、小台を領域とした。

### 地価
住宅地の地価は、2025年（令和7年）1月1日の公示地価によれば、江北5-8-30の地点で33万3000円/m2、江北7-10-11の地点で29万9000円/m2となっている。

## 歴史
現在の江北地域は主に江戸時代の沼田村、高野村（足立区成立後の上沼田町・下沼田町・高野町）の領域に相当する。

### 年表
- 1889年5月1日 - 東京府南足立郡の沼田村、高野村、鹿浜村、谷在家村、加々皿沼村、堀之内村、宮城村、小台村、鹿浜新田が合併し、江北村が成立。旧村名は村内の大字となる。
- 1932年10月1日 - 南足立郡が東京市足立区となり、主に大字単位で町名が定められたため、足立における行政地名としての「江北」は一旦消滅する。
- 1969年8月1日 - 上沼田町・下沼田町・高野町・北宮城町・小台大門町・南堀之内町の一部に住居表示が実施され、江北一-四丁目が成立する。
- 1971年5月1日 - 上沼田町・北鹿浜町・谷在家町・高野町の一部に住居表示が実施され、江北六・七丁目が成立する。
- 1974年11月1日 - 高野町の一部に住居表示が実施され、江北一・四丁目に編入される。
- 1976年10月1日 - 高野町・上沼田町の一部に住居表示が実施され、江北五丁目が成立する。

### 地名の由来
「江北」の地名は、1889年（明治22年）の町村制施行で沼田、鹿浜、新田、加々皿沼、高野、谷在家、宮城、小台、堀之内の9か村が合併し「江北村」を形成したことに始まる。「江北」の由来は荒川（現：隅田川）の北に位置していたためであるという。

## 世帯数と人口
2025年（令和7年）1月1日現在（足立区発表）の世帯数と人口は以下の通りである。
| 丁目       | 世帯数     | 人口     |
| ---------- | ---------- | -------- |
| 江北一丁目 | 1,529世帯  | 2,792人  |
| 江北二丁目 | 1,447世帯  | 2,719人  |
| 江北三丁目 | 2,076世帯  | 4,122人  |
| 江北四丁目 | 2,698世帯  | 4,538人  |
| 江北五丁目 | 355世帯    | 631人    |
| 江北六丁目 | 1,704世帯  | 2,758人  |
| 江北七丁目 | 1,079世帯  | 1,899人  |
| 計         | 10,888世帯 | 19,459人 |

### 人口の変遷
国勢調査による人口の推移。
| 年                 | 人口   |
| ------------------ | ------ |
| 1995年（平成7年）  | 21,871 |
| 2000年（平成12年） | 20,864 |
| 2005年（平成17年） | 19,730 |
| 2010年（平成22年） | 20,351 |
| 2015年（平成27年） | 19,027 |
| 2020年（令和2年）  | 19,276 |

### 世帯数の変遷
国勢調査による世帯数の推移。
| 年                 | 世帯数 |
| ------------------ | ------ |
| 1995年（平成7年）  | 8,245  |
| 2000年（平成12年） | 8,536  |
| 2005年（平成17年） | 8,588  |
| 2010年（平成22年） | 9,469  |
| 2015年（平成27年） | 9,032  |
| 2020年（令和2年）  | 9,927  |

## 学区
区立小・中学校に通う場合、学区は以下の通りとなる（2023年4月時点）。なお、足立区では学校選択制度を導入しており、区内全域から選択することが可能。ただし、小学校に関しては、2018年（平成30年）度から学区域または学区域に隣接する学校のみの選択になる。
| 丁目       | 番地 | 小学校                   | 中学校                   |
| ---------- | ---- | ------------------------ | ------------------------ |
| 江北一丁目 | 全域 | 足立区立扇小学校         | 足立区立江北桜中学校     |
| 江北二丁目 | 全域 | 足立区立江北小学校       | 足立区立江北桜中学校     |
| 江北三丁目 | 全域 | 足立区立江北小学校       | 足立区立江北桜中学校     |
| 江北四丁目 | 全域 | 足立区立江北小学校       | 足立区立江北桜中学校     |
| 江北五丁目 | 全域 | 足立区立江北小学校       | 足立区立江北桜中学校     |
| 江北六丁目 | 全域 | 足立区立鹿浜五色桜小学校 | 足立区立鹿浜菜の花中学校 |
| 江北七丁目 | 全域 | 足立区立鹿浜五色桜小学校 | 足立区立鹿浜菜の花中学校 |

## 事業所
2021年（令和3年）現在の経済センサス調査による事業所数と従業員数は以下の通りである。
| 丁目       | 事業所数  | 従業員数 |
| ---------- | --------- | -------- |
| 江北一丁目 | 66事業所  | 613人    |
| 江北二丁目 | 108事業所 | 748人    |
| 江北三丁目 | 121事業所 | 1,163人  |
| 江北四丁目 | 83事業所  | 650人    |
| 江北五丁目 | 30事業所  | 460人    |
| 江北六丁目 | 74事業所  | 870人    |
| 江北七丁目 | 107事業所 | 619人    |
| 計         | 589事業所 | 5,123人  |

### 事業者数の変遷
経済センサスによる事業所数の推移。
| 年                 | 事業者数 |
| ------------------ | -------- |
| 2016年（平成28年） | 575      |
| 2021年（令和3年）  | 589      |

### 従業員数の変遷
経済センサスによる従業員数の推移。
| 年                 | 従業員数 |
| ------------------ | -------- |
| 2016年（平成28年） | 5,000    |
| 2021年（令和3年）  | 5,123    |

## 交通

### 鉄道
- 東京都交通局日暮里・舎人ライナー：江北駅 - 西新井大師西駅

### 道路・橋梁
- 首都高速川口線
- 東京都道58号台東川口線（尾久橋通り）
- 東京都道106号東京鳩ヶ谷線（鳩ヶ谷街道）
- 東京都道107号東京川口線
- 東京都道307号王子金町江戸川線（江北バス通り）
- 東京都道318号環状七号線（環七通り）
- 東京都道450号新荒川葛西堤防線
- 江北橋

## 施設
行政
- 江北センター
  - 江北区民事務所
  - 江北社会教育館
  - 江北体育館
  - 江北図書館

幼稚園・保育園
- 江北幼稚園（廃園）
- 江北白百合幼稚園
- 足立サレジオ幼稚園
- 江北保育園
- 足立区立上沼田保育園

- 足立区立第二上沼田保育園
- 足立区立第三上沼田保育園
- 足立区立沼田保育園
- 足立区立さつき保育園

教育
- 足立区立江北小学校
- 足立区立高野小学校

- 足立区立江北桜中学校
- 足立区立鹿浜菜の花中学校

- 東京都立足立西高等学校

- かつては、スタンダード高等学校が4丁目に存在していたが、1979年に廃止された。

郵便局
- 足立江北二郵便局
- 足立江北四郵便局
- 足立江北郵便局

## 史跡
- 能満寺跡
- 熊谷堤遺構
- 裁桜記念碑
- 江北村制定記念碑
- 江北不動堂

- 氷川神社
- 地福寺
- 恵明寺
- 江北村役場跡
- スタンダード高等学校跡

- 北野神社
- 薬王院
- 帝釈天堂
- 慈眼寺
- 稲荷神社

## その他

### 日本郵便
- 郵便番号 : 123-0872[3]（集配局 : 足立西郵便局[16]）。